# 幽包

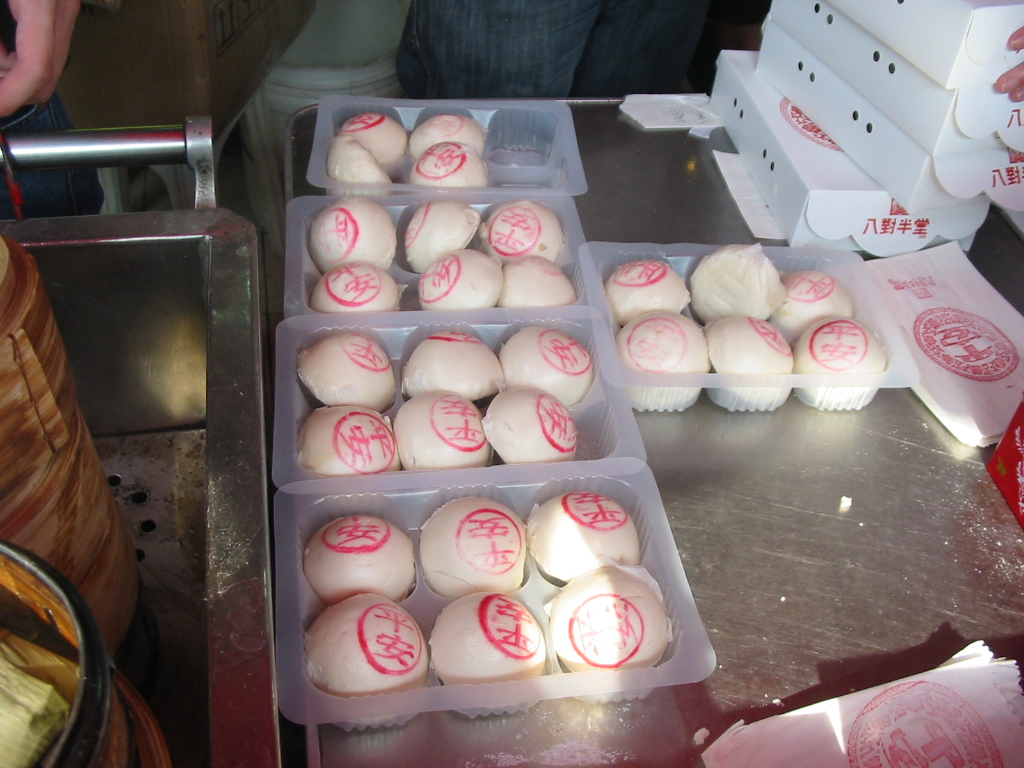
幽包

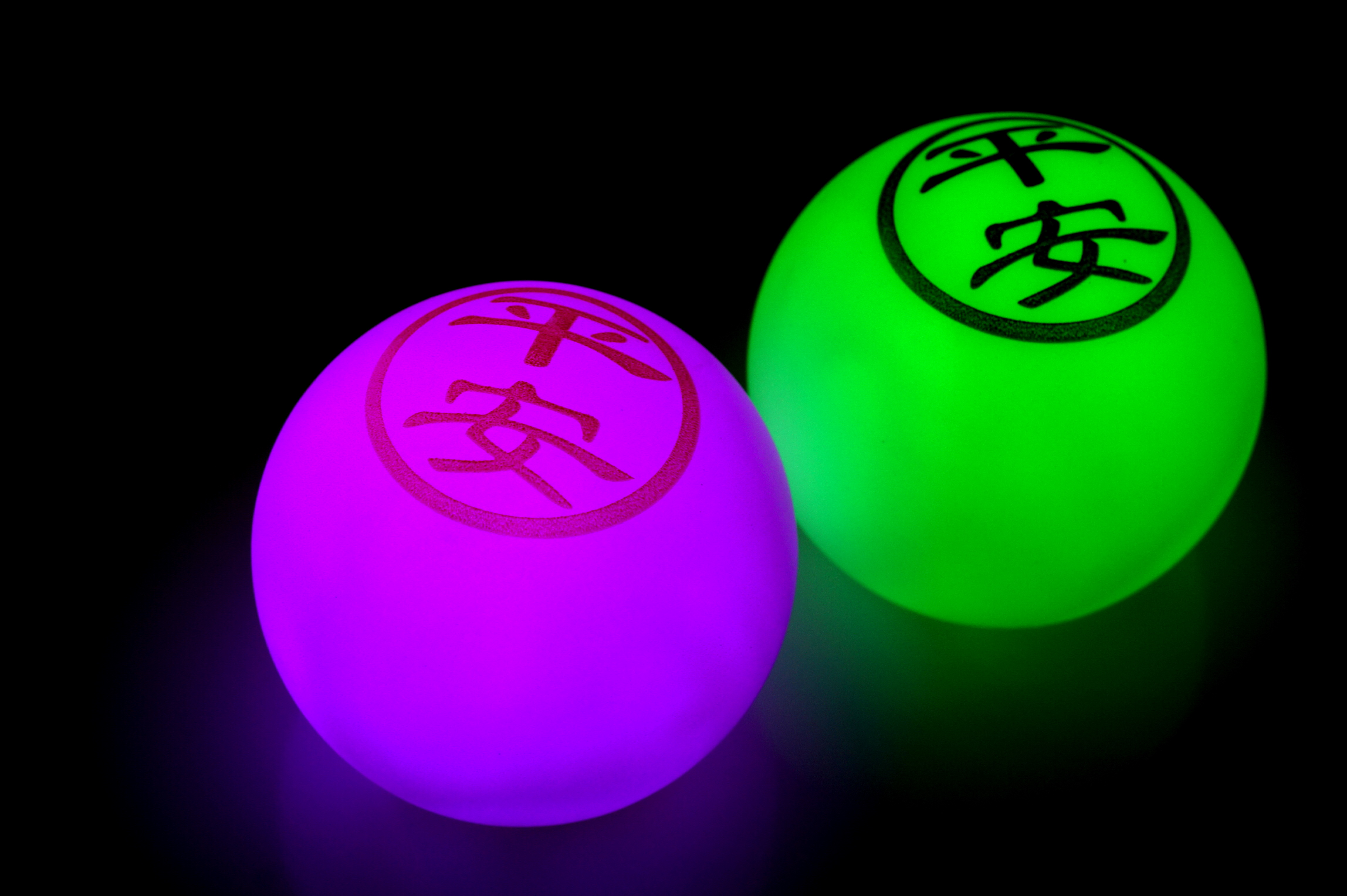
仿平安包外形的的發光二極管變色燈

幽包又稱壽包或平安包，是中元節與盂蘭盆節、太平清醮、神誕等祭祀儀式用作祭祀和施孤的包子。一般為圓形，上面蓋上紅印，多用寓意吉祥的漢字如「福」、「壽」等，亦有印上生產商或祭祀團體的名稱。由於人們認為吃了這些包子可以保平安，寓意「平安健康」，又稱平安包。有金黃蓮茸、白蓮茸、豆沙與麻茸等口味。
一些族群流行把包子疊成包山，福佬人（閩南人）流行在祭祀過後搶包山。其中香港長洲太平清醮搶包山用的包，因发生倒塌致人受伤的事故，自2007年起改為是用塑膠造的假包。太平清醮後，大會按傳統在北帝廟對開的球場向市民派發真平安包，而長洲的一些紀念品店亦會全年售賣一些平安包的衍生產品，如磁石、滑鼠墊及屏幕拭擦用具等。

## 外部參考
- 長洲太平清醮平安包[永久]
- 平安包老字號（页面存档备份，存于）
- 郭錦記是負責整包山的餅店[]

1. ↑  .   [2015-08-14]. （原始内容存档于2016-06-11）.